# ディド・イット・アゲイン
「ディド・イット・アゲイン」(Did It Again)は、オーストラリアの歌手、カイリー・ミノーグの楽曲。カイリーの6枚目のスタジオ・アルバム『インポッシブル・プリンセス』に収録されており、2枚目のシングルカットとしてリリースされた。

## 解説
カップリングの「ティアーズ」は『インポッシブル・プリンセス』の日本盤にボーナストラックとして収録されたほか、2000年のベスト・アルバム『ヒッツ+』にも収録。
シングル盤はCD EXTRA仕様になっていて、前作「サム・カインド・オブ・ブリス」のビデオが再生出来る。「ディド・イット・アゲイン」のビデオは次作「ブリーズ」に収録された。

## トラックリスト
| #  | タイトル                                                               | 作詞 | 作曲・編曲 | 時間 |
| -- | ---------------------------------------------------------------------- | ---- | ---------- | ---- |
| 1. | 「ディド・イット・アゲイン」(Did It Again)                             |      |            | 4:15 |
| 2. | 「ティアーズ」(Tears)                                                  |      |            | 4:27 |
| 3. | 「サム・カインド・オブ・ブリス（ビデオ）」(Some Kind of Bliss (Video)) |      |            |      |

## チャート
| チャート (1997–1998年)                   | 最高順位 |
| ---------------------------------------- | -------- |
| オーストラリア (ARIA)                    | 15       |
| ヨーロッパ (Eurochart Hot 100)           | 58       |
| スコットランド (Official Charts Company) | 9        |
| UK シングルス (OCC)                      | 14       |